# Jack Meets His Waterloo
Jack Meets His Waterloo est un film muet américain réalisé par Lorimer Johnston et sorti en 1913.

## Fiche technique
- Réalisation : Lorimer Johnston
- Scénario : J. Warren Kerrigan, d'après son histoire
- Pays de production :  États-Unis
- Date de sortie : États-Unis : 30 août 1913

## Distribution
- J. Warren Kerrigan : Jack Kirken
- Vivian Rich : Sallie Newman
- Jack Richardson : Bill Acres
- Louise Lester
- George Periolat : James Newman